# NGC 6831
NGC 6831 é uma galáxia lenticular (S0) localizada na direcção da constelação de Draco. Possui uma declinação de +59° 53' 35" e uma ascensão recta de 19 horas, 47 minutos e 57,2 segundos.
A galáxia NGC 6831 foi descoberta em 3 de Setembro de 1886 por Lewis A. Swift.